# Alternatieve behandeling van A tot Z

## A
Acupunctuur -
Allopathie -
Antroposofische geneeswijze -
Apitherapie -
Aromatherapie -
Astrotherapie -
Auriculotherapie -
Ayurveda

## B
Bachbloesemtherapie -
Banki -
Batesmethode -
Bioresonantie

## C
Cellulaire geneeskunde -
Chelatietherapie -
Chiropraxie

## E
Edelsteentherapie -
Emotional Freedom Techniques

## F
Feldenkraismethode -
Fytotherapie -
Frequentietherapie

## H
Samuel Hahnemann -
Haptonomie -
Holdingtherapie -
Homeopathie-
Hypnotherapie

## I
Iatrosofie -
Iriscopie

## J
Jin Shun Jyutsu - 
Jomanda

## K
Toegepaste kinesiologie -
Kleurentherapie -
Kleurenresonantietherapie -
Kruidengeneeskunde

## M
Macrobiotiek -
Magnetiseren -
Mesotherapie -
Moerman dieet

## N
Natuurgeneesmiddel -
Natuurgeneeswijze -
Neuro-Linguïstisch Programmeren -
Nocebo

## O
Ontgiften -
Oor-acupunctuur -
Oorkaarsentherapie -
Orthomoleculaire behandelwijzen -
Osteopathie

## P
Paranormale geneeswijzen -
Placebo -
Potentiëren

## Q
Qigong

## R
Reflexologie -
Regressietherapie -
Reiki -
Roy Martina

## S
Shiatsu -
Sjamanisme -
SKEPP -
Skepsis -
Skepter -
Spiritisme

## T
Thaise massage -
Thaise voetmassage -
Touch for health -
Traditionele Chinese geneeskunde -
Tui Na

## V
Alfred Vogel -
Vereniging tegen de Kwakzalverij

## Y
Yoga